# Miguel Lluch
Miguel Lluch Suñé (Sète, Francia, 1922 - Alicante, 2016) fue un director de cine y realizador de televisión. Hijo de padres españoles,  estuvo casado con Isabel de Castro y tuvo dos hijos, Miguel y Sara. Más tarde contrajo matrimonio con Maria Gustafsson y tuvo otros dos hijos, Elin y Mischa.

## Biografía
Entró a trabajar con solo 13 años en UGT, en el Gremio de los pintores, al inicio de la Guerra Civil Española, limpiando brochas de pintura. Al dividirse el sindicato entre pintores y artes gráficas fue requerido por los artistas y aprendió a dibujar junto a los grandes nombres de la época. 
De allí pasó a trabajar en el cine, aún durante la Guerra Civil, en Ediciones Antifascistas. Después de la guerra empezó a colaborar con Ignacio F. Iquino en IFISA como decorador (en total 16 títulos, entre ellos El Judas y Fuego en la sangre) y después como director.

A lo largo de su vida ha combinado el trabajo en el cine y la televisión con las artes gráficas, el dibujo y la pintura. Colaboró en la revista Índice, ilustró libros -como la primera edición de Los niños tontos de Ana María Matute- y dibujó profesionalmente para José Ortiz S.A.

Una exposición de sus obras tuvo lugar en 1998 en Gli Angelini en Estocolmo.

## Filmografía como director
Miguel Lluch ha dirigido más de una docena de películas, cubriendo prácticamente todos los géneros, la mayor parte de ellas en el seno de la productora IFISA. 
- La montaña sin ley [2]
- Sitiados en la ciudad [3]
- Los claveles [4]
- Botón de ancla
- Las Estrellas [5]
- Fra Diavolo, con Giorgio Simonelli[6]
- El precio de un asesino [7]
- Taxi [8]
- Un demonio con ángel [9]
- Crimen [10]
- La chica del autostop [11]
- El halcón del desierto [12]
- Palacio con Rey y pueblo (documental) con guion del escritor Vintila Horia.

## Obras de televisión
Realizó Un día de paz para TVE, la primera contribución de España a un proyecto de UNICEF.
A finales de la década de los sesenta empezó a colaborar más asiduamente con Televisión Española, realizando Lecciones de inglés, una serie didáctica que fue premiada en Italia, y biografías de, entre otros, Gregorio Marañón, Enrique Granados, el pintor Solana, etc.
A mediados de la década de los setenta se incorporó como realizador fijo de TVE, encargándose de multitud de programas en todos los géneros, como los musicales Especiales de Eurovisión de Mocedades, Braulio, Peret, Maria Ostiz, Los Sabandeños y Chiquetete.
En 1977 fue premiado con el Emblema de Plata por el programa infantil-juvenil Misión Rescate.
Realizó varias series documentales, entre ellas varias temporadas del programa La puerta del misterio, de Fernando Jiménez del Oso y, en coproducción con la Pathé Francesa, El Castillo rojo. 
Miguel Lluch realizó programas dramáticos como Estudio 1, entre ellos Cualquier miércoles y Los japoneses no esperan; episodios de la serie Escrito en América como La siesta del martes y El abra; Novelas como Los asesinatos de la rue Morgue y El otro árbol de Guernica, este último galardonado con el Premio del Público en el Prague d´Or 1979.
A mediados de la década de los ochenta realizó, entre otras, la serie Dinamo, para la audiencia adolescente, que combinaba deportes poco vistos en la televisión con grupos musicales de moda con videoclips  que todavía se pueden ver en YouTube.
Después de retirarse de Televisión Española fundó con su mujer Maria Gustafsson la productora The Missing Piece. En su seno creó y realizó para la televisión checoslovaca CST la serie documental Griot, rodada en su totalidad en Senegal y Costa de Marfil, The Kingdom of Saudi Arabia para la segunda cadena de Arabia Saudita y, para TeleMadrid, las series Apaños y Viejos Oficios.
También escribió sus memorias, Memorias de un viejo adolescente.
Miguel Lluch falleció en la Playa de San Juan, Alicante, el 19 de mayo de 2016.